# Sonate K. 82
Pour les articles homonymes, voir K82.
La sonate K. 82 (F.43/L.30) en fa majeur est une œuvre pour clavier du compositeur italien Domenico Scarlatti.

## Présentation
La sonate K. 82 en fa majeur est sans indication de mouvement. La pièce figure en tant que second mouvement d'une suite titrée « Toccata X », dans le manuscrit de Coimbra, daté probablement de 1720, avec la K. 85 d'abord, puis la K. 82, la 78 (gigue et menuet) et enfin (le menuet), 94. Dans la copie vénitienne de 1742, les pièces ne se suivent pas. Aucune de ces « sonates » n'est de découpe binaire, contrairement à toutes les autres. L'œuvre est typique du style de toccata et remonte sans doute à la période italienne du compositeur.

## Manuscrits

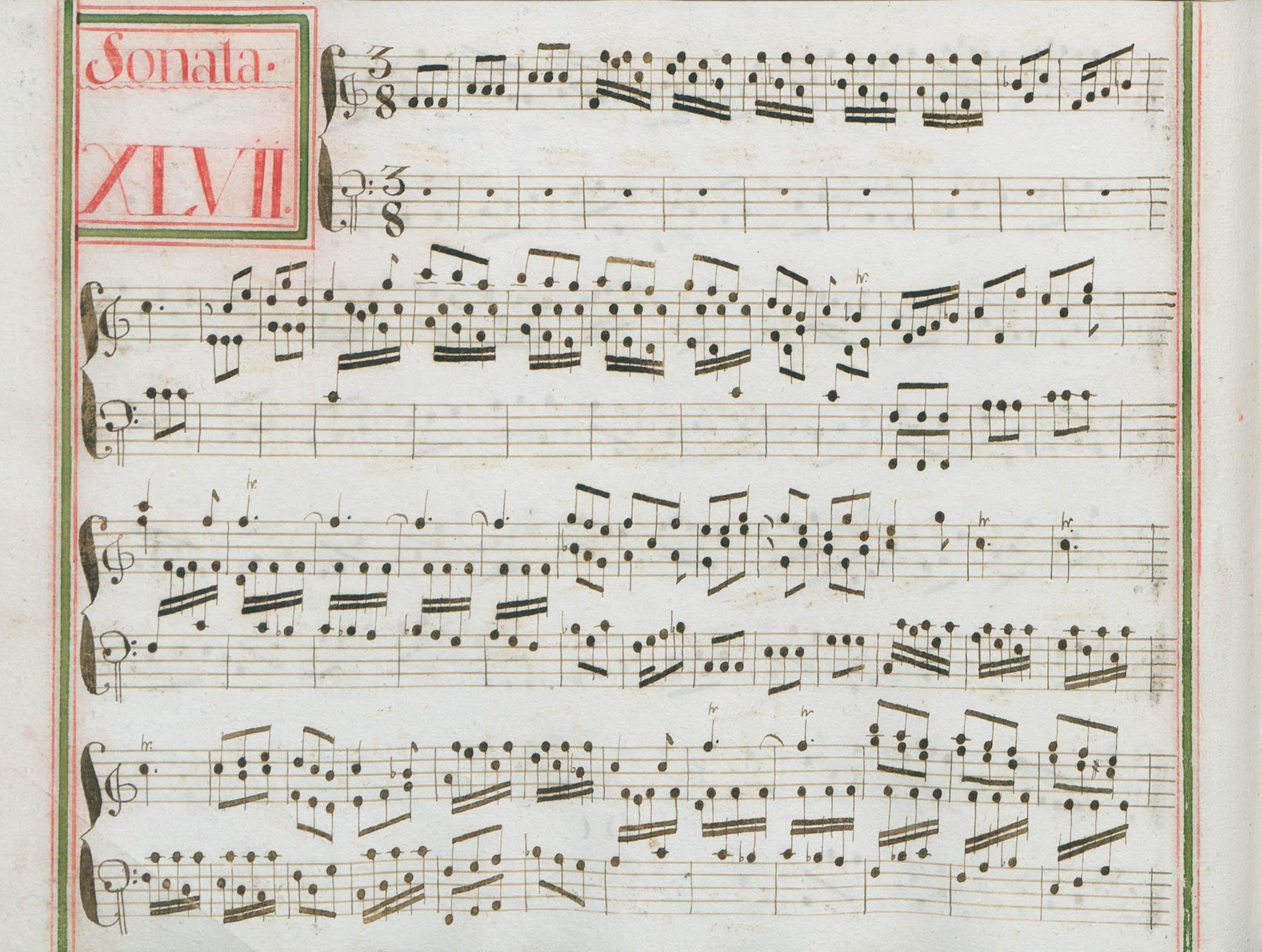
Début de la sonate, extraite du volume XIV du manuscrit de Venise.

Le manuscrit principal est le numéro 47 du volume XIV de Venise (1754), copié pour Maria Barbara. Dans le manuscrit de Coimbra, elle prend le titre de « fugue ».

## Interprètes
La sonate K. 82 est défendue au piano, notamment par Benjamin Frith (1999, Naxos, vol. 5), Dejan Lazić (2009, Channel Classics), Michelangelo Carbonara (2010, Brilliant Classics), Angela Hewitt (2017, Hyperion) ; au clavecin par Scott Ross (1985, Erato), Francesco Cera (Tactus, vol. 3), Richard Lester (2005, Nimbus, vol. 6), Pieter-Jan Belder (Brilliant Classics, vol. 2) et Cristiano Gaudio (2020, L'Encelade).
Nicola Reniero (2016, Brilliant Classics), Maria Cecilia Farina (Stradivatius, vol. 9), Marco Ruggeri (2006, MV Cremona) et Marco Ghirotti (2007, Tactus) l'interprètent à l'orgue.

## Sources
: document utilisé comme source pour la rédaction de cet article.
- Ralph Kirkpatrick (trad. de l'anglais par Dennis Collins), Domenico Scarlatti, Paris, Lattès, coll. « Musique et Musiciens », 1982 (1re éd. 1953 (en)), 493 p. (ISBN 978-2-7096-0118-4, OCLC 954954205, BNF 34689181).
- Alain de Chambure, « Domenico Scarlatti : Intégrale des sonates — Scott Ross », Erato (2564-62092-2), 1985 (OCLC 891183737) .